# Апланд (Индијана)
Апланд (енгл. Upland) град је у америчкој савезној држави Индијана.

## Демографија
По попису из 2010. године број становника је 3.845, што је 42 (1,1%) становника више него 2000. године.
| Група             | 2000.         | 2010.         |
| Белци             | 3.528 (92,8%) | 3.591 (93,4%) |
| Афроамериканци    | 58 (1,5%)     | 61 (1,6%)     |
| Азијати           | 57 (1,5%)     | 48 (1,2%)     |
| Хиспаноамериканци | 88 (2,3%)     | 87 (2,3%)     |
| Укупно            | 3.803         | 3.845         |